# Kulkwitz

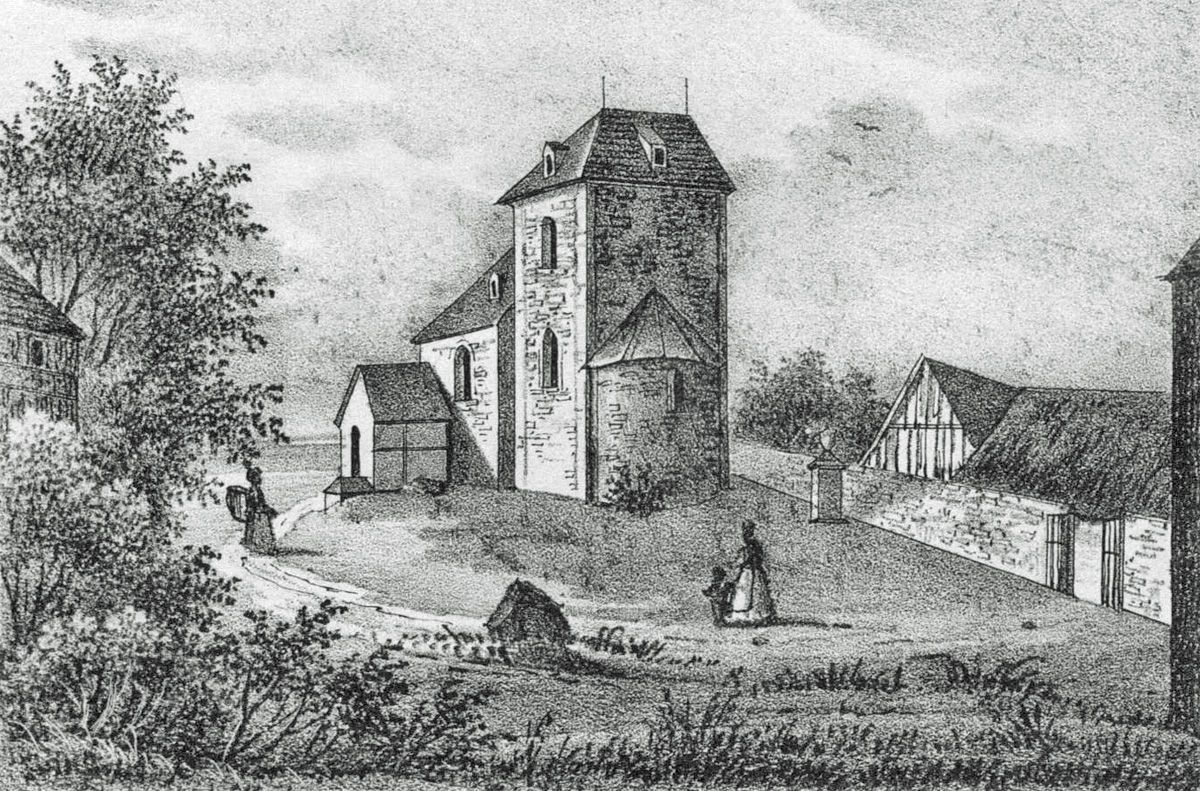
Die Kulkwitzer Kirche 1840

Kulkwitz ist eine Ortschaft der Stadt Markranstädt im Landkreis Leipzig in Sachsen. Zur Ortschaft gehören die Ortsteile Kulkwitz, Gärnitz und Seebenisch.

## Geografie
Kulkwitz liegt in der Leipziger Tieflandsbucht südlich von Markranstädt und südwestlich von Leipzig. Nordöstlich von Kulkwitz liegt der Kulkwitzer See, der durch Flutung zweier Tagebaurestlöcher entstanden ist.

## Geschichte
Kulkwitz wurde erstmals im Jahr 1358 als Kolkwiz urkundlich erwähnt. Die Wehrkirche von Kulkwitz stammt aus dem 12. Jahrhundert. Sie wurde im romanischen Stil erbaut und hat einen Chorturm. 2015 wurden in ihr romanische Wandmalereien aus dem 13. Jahrhundert entdeckt, „die zum qualitätsvollsten und ältesten Bestand im heutigen Freistaat Sachsen gehören“.
Kulkwitz und seine heutigen Ortsteile Gärnitz und Seebenisch gehörten bis 1815 zum hochstift-merseburgischen Amt Lützen, das seit 1561 unter kursächsischer Hoheit stand und zwischen 1656/57 und 1738 zum Sekundogenitur-Fürstentum Sachsen-Merseburg gehörte. Durch die Beschlüsse des Wiener Kongresses wurde der Westteil des Amts Lützen im Jahr 1815 an Preußen abgetreten. Kulkwitz, Gärnitz und Seebenisch verblieben hingegen mit dem Ostteil des Amts beim Königreich Sachsen. Sie wurden dem Kreisamt Leipzig angegliedert. Ab 1856 gehörten die Orte zum Gerichtsamt Markranstädt und ab 1875 zur Amtshauptmannschaft Leipzig.
Nachdem im 19. Jahrhundert Braunkohle gefunden worden war, begann zwischen Göhrenz und Kulkwitz der Braunkohleabbau, zunächst unter Tage (Albert-Schacht, Carola-Schacht). 1936 wurde vom untertägigen Abbau auf Tagebau umgestellt und in Richtung Lausen ausgedehnt, was die Landschaft in dieser Umgebung stark veränderte. Nachdem der letzte Tagebau auf Kulkwitzer Flur ausgekohlt war, begann 1962 die Flutung der Restlöcher, aus denen der Kulkwitzer See entstand.
Am 1. April 1936 wurde Gärnitz nach Kulkwitz eingemeindet, Seebenisch folgte am 1. Juli 1948. Bei der Kreisreform in der DDR kam Kulkwitz mit seinen beiden Ortsteilen im Jahr 1952 zum neu gebildeten Kreis Leipzig-Land im Bezirk Leipzig.
Bei der Kreisreform des Freistaats Sachsen wurde die Gemeinde Kulkwitz im Jahr 1994 dem Landkreis Leipziger Land zugeordnet. Am 1. März 1994 erfolgte die Eingemeindung von Knautnaundorf mit seinem Ortsteil Rehbach und den durch den Tagebau Zwenkau devastierten Ortsfluren von Bösdorf und Eythra. Zum 1. Januar 1999 erfolgte die Auflösung der Gemeinde Kulkwitz. Dabei kam Kulkwitz mit Gärnitz und Seebenisch zu Markranstädt, während Knautnaundorf mit Rehbach und den Fluren von Bösdorf und Eythra nach Leipzig eingemeindet wurde.

## Verkehr
Durch Kulkwitz verläuft die Bundesstraße 186. Südlich von Seebenisch befindet sich die A38.

## Persönlichkeiten
- Michael Schätze (1948–2023), Lehrer und Politiker